# Florian Sénéchal
Florian Sénéchal (Cambrai, 10 de julio de 1993) es un ciclista profesional francés que desde 2024 corre para el equipo Arkéa-B&B Hotels de categoría UCI WorldTeam.

## Palmarés
2013
- Memoriał Henryka Łasaka
- Vuelta a Bohemia Meridional, más 1 etapa

2019
- Le Samyn[1]

2020
- Druivenkoers Overijse

2021
- 1 etapa de la Vuelta a España
- Primus Classic

2022
- Campeonato de Francia en Ruta

## Resultados en Grandes Vueltas y Campeonatos del Mundo
| Carrera         | Carrera         | 2013 | 2014 | 2015  | 2016 | 2017  | 2018  | 2019 | 2020 | 2021  | 2022  | 2023 | 2024 |
| --------------- | --------------- | ---- | ---- | ----- | ---- | ----- | ----- | ---- | ---- | ----- | ----- | ---- | ---- |
|                 | Giro de Italia  | —    | —    | —     | —    | —     | 135.º | Ab.  | —    | —     | —     | —    | —    |
|                 | Tour de Francia | —    | —    | 135.º | —    | 161.º | —     | —    | —    | —     | 106.º | —    | —    |
|                 | Vuelta a España | —    | —    | —     | Ab.  | —     | —     | —    | —    | 118.º | —     | —    | —    |
| Mundial en Ruta | Mundial en Ruta | —    | —    | —     | —    | —     | —     | Ab.  | —    | 9.º   | 90.º  | Ab.  | —    |

—: no participa

Ab.: abandono

## Equipos
- Omega Pharma-Quick Step (2012)[2]
- Etixx-iHNed (2013)
- Cofidis, Solutions Crédits (2014-2017)
- Quick Step (2018-2023)
  - Quick-Step Floors (2018)
  - Deceuninck-Quick Step (2019-2021)
  - Quick-Step Alpha Vinyl Team (2022)
  - Soudal Quick-Step (2023)
- Arkéa-B&B Hotels (2024-)